# Connie Meijer
Connie Meijer (* 5. Februar 1963 in Vlaardingen; † 17. August 1988 in Naaldwijk) war eine niederländische Radrennfahrerin.
1982 und 1983 wurde Connie Meijer niederländische Vize-Meisterin im Omnium auf der Bahn, 1984 errang sie den nationalen Titel im Straßenrennen und gewann eine Etappe der Grande Boucle Féminine. Bei den UCI-Straßen-Weltmeisterschaften 1987 in Villach wurde sie Dritte im Straßenrennen.
Im Jahr darauf starb Connie Meijer im Alter von 25 Jahren während eines Kriteriums an einem Herzstillstand. Als Ursache wurde eine verschleppte Virusgrippe, aber auch Doping-Missbrauch vermutet. Der Festina-Masseur Willy Voet erwähnte Meijer in seinem Buch Gedopt im Zusammenhang mit Doping und musste die Passage nach Protesten der Familie und des niederländischen Radsportverbandes streichen.
Zur Erinnerung an Connie Meijer wird beim Frauenrennen der Parel van Veluwe, das Meijer 1988 selbst gewonnen hatte, die Connie-Meijer-Trofee vergeben.